# Bozel
Bozel este o comună în departamentul Savoie din sud-estul Franței. În 2009 avea o populație de 2.030 de locuitori.

## Evoluția populației
| An        | 1975  | 1982  | 1990  | 1999  | 2006  | 2009  |
| --------- | ----- | ----- | ----- | ----- | ----- | ----- |
| Populație | 1.344 | 1.504 | 1.690 | 1.854 | 1.975 | 2.030 |